# Mel·lífer gorjablanc
El mel·lífer gorjablanc (Myzomela albigula) és un ocell de la família dels melifàgids (Meliphagidae).

## Hàbitat i distribució
Habita els boscos de l'arxipèlag Louisiade.